# جشن گیئون

جشن گیون (به ژاپنی: 園祭 Gion Matsuri به هيراگانا ぎおん: حرف/واج "گی" (ぎ) +  حرف "اُ" (お) + حرف صامت "ن" (ん)) یکی از معروفترین جشن‌های مذهبی ژاپن است که از هفدهم تا بیست و چهار جولای در شهر کیوتو برگزار می‌شود. این مراسم که با هدف پاکسازی روح و شهر از خبائث و بیماری ها برگزار میگردد به طور معمول به شکل راهپیمایی با لباس های سنتی و یوکاتا در فاصله معبد یاساکا و محله گیون جشن گرفته می شود.